# Gravia
Gravia (in greco Γραβιά?) è un ex comune della Grecia nella periferia della Grecia Centrale (unità periferica della Focide) con 2 975 abitanti secondo i dati del censimento 2001. La strada nazionale n.27 collega Gravia con Itea, Amfissa e Lamia. Gravia si trova a sud di Lamia, di Livadia, a nord-ovest e a nord di Amfissa e Itea.
È stato soppresso a seguito della riforma amministrativa, detta Programma Callicrate, in vigore dal gennaio 2011 ed è ora compreso nel comune di Delfi.

## Località
Gravia è suddiviso nelle seguenti comunità:
- Apostolias
- Gravia
- Kaloskopi
- Kastellia
- Mariolata
- Oinochori
- Sklithro
- Vargiani

## Storia
Gravia è famosa per una battaglia che ebbe luogo durante la guerra d'indipendenza greca dove Odysseas Androutsos insieme ad un gruppo di soldati greci respinse con successo un attacco da parte dell'esercito turco guidato da Omer Vrioni nel maggio del 1821.
Dopo la seconda guerra mondiale e la guerra civile greca, i suoi edifici sono stati ricostruiti. La sua popolazione è diminuita ma ha anche recuperato tra il 1991 e il 2001.